# Betül Cemre Yıldız Kadıoğlu
Betül Cemre Yıldız Kadıoğlu (* 16. Mai 1989 als Betül Cemre Yıldız in Izmir) ist eine türkische Schachspielerin. 

## Leben
Sie erlernte das Schachspiel im Alter von neun Jahren. Bereits bei der Schacholympiade 2000 debütierte sie in der Frauen-Nationalmannschaft. Die türkische Frauenmeisterschaft gewann sie erstmals 2002 und wiederholte diesen Erfolg in den Jahren 2003, 2004, 2005, 2006, 2009, 2010 und 2011. Bei der U18-Jugendweltmeisterschaft der Mädchen 2007 und der U20-Juniorinnenweltmeisterschaft 2009 gewann sie jeweils die Bronzemedaille. 
Im Februar 2015 ist sie nach Ekaterina Atalık die zweitbeste türkische Spielerin.
Neben ihrer Schachkarriere absolvierte sie ein Jurastudium an der Dokuz Eylül Üniversitesi. Trainiert wird sie seit 2006 von Adrian Mihalčišin.
2004 wurde Betül Cemre Yıldız aufgrund ihres Ergebnisses bei der europäischen Einzelmeisterschaft der Frauen zur Internationalen Frauenmeisterin (WIM) ernannt. Seit 2012 trägt sie den Titel einer Frauengroßmeisterin (WGM), die erforderlichen Normen erfüllte sie bei der Juniorinnenweltmeisterschaft 2009 sowie 2011 bei zwei Turnieren in Lwiw.

## Nationalmannschaft
Mit der türkischen Frauenmannschaft nahm Yıldız an den Schacholympiaden 2000, 2002, 2004, 2008, 2010, 2012 und 2014 teil. 2012 erreichte sie das drittbeste Ergebnis am zweiten Brett. Außerdem nahm sie mit der Türkei an den Mannschaftsweltmeisterschaften der Frauen 2011 und 2013 und den Mannschaftseuropameisterschaften der Frauen 2001, 2003, 2005, 2007, 2011, 2013 und 2015 teil.

## Vereine
In der Türkei spielte Betül Cemre Yıldız für den Marmarisspor SK, mit dem sie am European Club Cup 2005 in der offenen Klasse teilnahm, für den Türk Hava Yolları SK, mit dem sie am European Club Cup der Frauen 2007 teilnahm, und für den Adana Anatolia SK, den sie beim European Club Cup der Frauen 2011 vertrat. In der deutschen Frauenbundesliga spielte sie in der Saison 2012/13 für den SC Bad Königshofen.